# دحل شوية
دحل شوية أو كهف المربع يقع بالصمان شرق مدينة الرياض بالسعودية.

## الإعلام
استعرض الإعلامي أحمد الشقيري كهف المربع، وما يتضمنه من الداخل ووجود بعض بقايا العظام والجماجم. وشدد على ضرورة أخذ الحيطة والحذر بالكهف، مع ضرورة ارتداء خوذة لحماية الرأس.